# このかなみ
この かなみ（9月26日 - ）は日本の女性声優。主にアダルトゲームに声をあてている。

## 出演作品

### ゲーム
- ペロペロサイミン2裸王伝〜華麗なる挑戦〜（榛原 杏）
- ペロペロサイミン3裸王伝〜妖星の策略〜（上和野 瑠奈）
- あなた、ごめんなさい…（城崎 希）

#### 2002年
- 虹色水晶（篠宮 千里）

#### 2003年
- オンリーワン 〜さやか 二人だけの弓道場〜（安芸 さやか）
- さよならまゆみちゃん 〜藤ノ森病院物語〜（浜名 裕子）
- 瑪瑙くんのおしえてお姉ちゃん先生（瑪瑙 つばさ）

#### 2004年
- 凌辱ゲリラ狩り2（マティルダ・マンリーク）
- 洗脳完了。〜絶望を越えて〜（里崎 麻美）
- 汚辱遊戯（芝沢 乙恵）
- ままらぶ
- 友達以上恋人未満（片瀬 愛）
- 幽明境を異にする（一ノ瀬 まどか）
- クロス 〜狂気への道しるべ〜（関本 恵）
- 妹れしぴ（鵜飼 ほのか）
- 魔将の贄（サラ・カトゥーシャ）
- まじれす!!〜おまたせリトルウイング〜（若島津 まどか）
- お願いお星さま
- 凌辱請負人壺師〜仕組まれた惨劇〜（間宮 早苗）
- はなきゅ〜（真弓）

- 凌辱ゲリラ狩り2（マティルダ・マンリーク）
- 洗脳完了。〜絶望を越えて〜（里崎 麻美）
- 汚辱遊戯（芝沢 乙恵）
- ままらぶ
- 友達以上恋人未満（片瀬 愛）
- 幽明境を異にする（一ノ瀬 まどか）
- クロス 〜狂気への道しるべ〜（関本 恵）
- 妹れしぴ（鵜飼 ほのか）
- 魔将の贄（サラ・カトゥーシャ）
- まじれす!!〜おまたせリトルウイング〜（若島津 まどか）
- お願いお星さま
- 凌辱請負人壺師〜仕組まれた惨劇〜（間宮 早苗）
- はなきゅ〜（真弓）

#### 2005年
- 乳はSHOCK!!〜パイを取り戻せ!〜（朝霧 桐亜）
- おすめす☆たいむすりっぷ!（藤森 静季）
- MOON CHILDe（加賀野 耀子）
- 人妻レオタード2 〜赤毛の美女は淫乱妻〜（新田 ひとみ）
- チュートリアルサマー
- 天使のひめごと（羽白 摩菜）
- 美少女妖怪調伏伝 ぬばたま（置いてけ堀）
- 女教師 DVD EDITION（藤堂 炎之華）
- 秘密生活 〜ひとつ屋根の下〜（相沢 千夜）
- 遊具2 〜第二禁書ノ望モノ〜（圷 紫暮）
- ぱすてるチャイムContinue（エリーゼ・バレッタ）
  - ぱすちゃC++（エリーゼ・バレッタ）
- 学園処女狩り（杉乃 理恵）
- エレベーターパニック 〜密室の淫行〜（渡野辺 真理亜）
- 傀儡女 催淫病棟24時（小田切 祥子）
- ママにおしおき 〜ボクもう我慢できない!〜（白石 睦美）
- メイドさんは人妻 〜美弥子さんの誘惑日記〜（高崎 冴子）
- LUST 〜催淫常態〜（御影 晶）
- 若奥さま美咲 〜抱かれて悶えて流されて〜（麻川 美咲）
- スキスキおねえちゃん（安堂 千夏）
- ニイハオ! 称好（彩燕）
- D'ERLANGER〜誘惑の淫魔病棟〜（魚住 朝子）

#### 2006年
- 永遠ズ語リ 〜少女凌辱秘抄〜（霧野 良子）
- えとランゼ 〜うちのペットは猫の神様?〜（丑宮藤 千歳）
- 遥かに仰ぎ、麗しの（係長の工藤さん）
- ハーレム☆パーティー（杜氏 和華）
- 東京封鎖 〜キミが隣にいた昨日〜（島森 茜）
- クラスメイトは痴女ばかり!（眞鍋 梓）
- 虜姫 〜白濁まみれの令嬢〜（レナ）
- Acmeholic（亜舞 シュガ）
- 夏色公園 〜電波塔の下で愛を語る〜（楠木 加奈子）
- 守ってあげちゃう! 就職パーティー篇〜乱交しちゃうぞ〜（小坂 命）
- 叔母の寝室（小見山 瑞穂）
- 少女狩り（桜井 衣澄）
- ひとりじめ!〜ママも姉妹もお隣さんも〜（日吉 晶）
- PRINCESS WALTZ（アンジェラ・ヴィクトワール・ブレンディン）
- 春萌 〜はるもい〜（藤川 灰音）
- 黄泉ビト知ラズ 〜甘い雌蕊の性徴誌〜（神園 耀）
- お帰りなさいませ☆ご主人様♪（伊藤 雛子）
- つま恋。（根本 絵里）
- ふたりでひとつの恋心（野々宮 千尋）
- ゆんちゅ〜お嬢さまはご奉仕中〜（城野 双葉）

#### 2007年
- 乙女恥曝遊戯～Disgrace Return Play～（樋口 潤）
- 新婚さん〜Sweet Sweet honeymoon〜（神谷 皐月）
- らくてん 〜この世の楽園?あの世の天国!?〜（国東 司）
- 8665^2 ハルルコのジジョウ（カナメ・エニアック）
- 彗聖天使プリマヴェールZwei（プリマヴェール・フレア、天宮 ハルカ）
- 肛戒 〜魔姦の刻印〜（シスター・カレン）
- 虹色あるけミカン（方丈 由紀恵）
- STEP×STEADY（かりん）
- 超私立!女の子様学園（三奈原 凛子）
- 痴漢電車男 伝説のターゲット（桜沢 蒔絵）
- Bullet Butlers（渡良瀬 雪）
- いろは 〜秋の夕日に影ふみを〜（彩）
- 恋する乙女と守護の楯（2007年 - 2021年、星野 麗美[1]） - 3作品[注 1]
- つくとり（久十生 寧）
- 年上Lesson 〜義母と叔母と女教師と〜（海保 いづみ）
- 不法挿入 〜生簀の住人〜（二ノ宮 伊織）
- ああっお嬢様っ（クリステル剛田）
- なりもの♪（高瀬 京）
- ハーレム×すくらっち（須藤 ほとり）[2]
- 恋姫†無双 〜ドキッ☆乙女だらけの三国志演義〜（袁紹）
- 乳姫大祭（片桐 琴音）

#### 2008年
- クロノベルト （渡良瀬 雪）
- 毎日がM! （吉乃川 由梨香）
- 真・恋姫†無双 〜乙女繚乱☆三国志演義〜（袁紹）
- Coming×Humming!!（笹部 しおり）
- 新ジャンル・えすでれっ!!（皐 柚葉）
- お姉さん×すくらっち（須藤 ほとり）[3]

#### 2009年
- Cattle Couple（トレッセ）
- さらさらささら（白妙 まひる）
- 誰かのために出来ること〜Innocent Identity〜 （広沢 柚理）
- マジカルウィッチコンチェルト（ロゼ）
- 肉体操作（広瀬 美織）
- 斬死刃留（荊）
- 桜吹雪 〜千年の恋をしました〜（月姫）
- 花鳥風月 〜恋ニヲチタル花園ノ姫〜（月姫＝桂木小百合）
- 甘艶母〜双子ママとエッチな夏休み〜（九条 美依奈）
- らくがきオーバーハート（菖蒲小路 紫）[4]

#### 2010年
- 桜花センゴク〜信長ちゃんの恋して野望!?〜 （千利休ちゃん）
- 乙女恋心プリスター（リーブル セネア）
  - 乙女恋心プリスターFANDISC 〜もっとHに恋せよ乙女!〜（リーブル セネア）
- カスタムレイド4+（エリ・シンジョウ）
- ぐらタン（新島 新）
- 輝光翼戦記 天空のユミナFD -ForeverDreams-（田村 ディーレ）[5]

#### 2011年
- デュエリスト×エンゲージ（倉橋 龍子）
- さくら色カルテット（夏樫 恵）[6]
- 新婚性活（中川 もも）[7]
- シキガミ（東漢直駒）
- ブレイズハート（六道 桐枝）[8]
- 禁断の病棟 〜特殊精神科医 遊佐惣介の診察記録〜（遠野 円）[9]
- たいせつなきみのために、ぼくにできるいちばんのこと（大波羅 千鶴）[10]
- 女盛りは年下好み「本気のセックス教えてあ・げ・る」（川添 穂波）[11]

#### 2012年
- 乙女が紡ぐ恋のキャンバス（烏丸 鉄子）[12]
- 寝取られの学園 〜輪廻るサクリファイス〜（美沢 万里）[13]

#### 2013年
- モテすぎて修羅場なオレ（桐島 麗）[14]
- 催眠術3（真田 翔子）
- 大催眠（ 倉橋 ますみ）
- ペロペロサイミン 裸王伝 ～潤愛の章～（水谷 綾香）

#### 2014年
- ペロペロサイミン2 裸王伝 ～華麗なる挑戦～（榛原 杏）
- あなた、ごめんなさい…（城崎 希）
- ペロペロサイミン3 裸王伝 ～妖星の策略～（上和野 瑠奈）

#### 2015年
- 大催眠ERE（倉橋 ますみ）
- ユリキラー 淫欲に堕ちる百合たち（瀬里沢 巴）
- 真・恋姫†英雄譚 1 ～乙女艶乱☆三国志演義［蜀］～（袁紹）
- 真・恋姫†英雄譚 2 ～乙女艶乱☆三国志演義［魏］～（袁紹）

#### 2017年
- 真・恋姫†夢想 -革命- 蒼天の覇王（袁紹）

#### 2018年
- 世界でいちばんNGな恋 ハピネスモーション（木下）
- 真・恋姫†夢想 -革命- 孫呉の血脈（袁紹）

#### 2019年
- 真・恋姫†夢想 -革命- 劉旗の大望（袁紹）

#### 2021年
- 恋する乙女と守護の楯 Re:boot The “SHIELD-9”（星野 麗美）

#### 2023年
- 真・恋姫†英雄譚 5 ～乙女耀乱☆三国志演義［魏］～（袁紹）
- 真・恋姫†英雄譚外伝 -白月の灯火-（袁紹）

## インターネットラジオ

### パーソナリティ
- ドキドキ☆むちゃぶり☆ミッドナイト！

### ゲスト出演
- アケミとマリカのがっちゅみりみり放送局